# Arthur Edmund Carewe
Arthur Edmund Carewe (30 de diciembre de 1884 – 22 de abril de 1937), nacido Hovsep Hovsepian (en armenio: Հովսեփ Հովսեփյան), fue un actor de teatro y cine armenio-estadounidense de la época del cine mudo e inicios de la época del cine sonoro.

## Primeros años
Nació el 30 de diciembre de 1884 en el seno de una próspera familia armenia de Trabzon  (Trebisonda), en el Imperio otomano (actual Turquía). Su padre, Garo, se dedicaba a la banca y tenía cierta influencia por sus cargos en la legislatura nacional y el consejo de educación. Su padre murió en 1892, y las masacres hamidianas obligaron a la familia Hovsepian a emigrar. Carewe emigró a Estados Unidos el 7 de agosto de 1896, llegando al puerto de Nueva York en el Augusta Victoria, procedente de Cherbourg. Le acompañaba su hermano mayor, Ardasches. Otro hermano mayor, Garo Armen, les había precedido, y su madre llegó al año siguiente.
Asistió a la Cushing Academy de Ashburnham, Massachusetts, tras lo cual estudió pintura y escultura. A principios de siglo, dirigió con su hermano mayor Garo un negocio de alfombras y muebles en la ciudad de Nueva York. Se decidió por el teatro y asistió a la American Academy of Dramatic Arts de la ciudad de Nueva York, donde se graduó en marzo de 1904 con la David Belasco Gold Medal a Dramatic Ability.

## Carrera

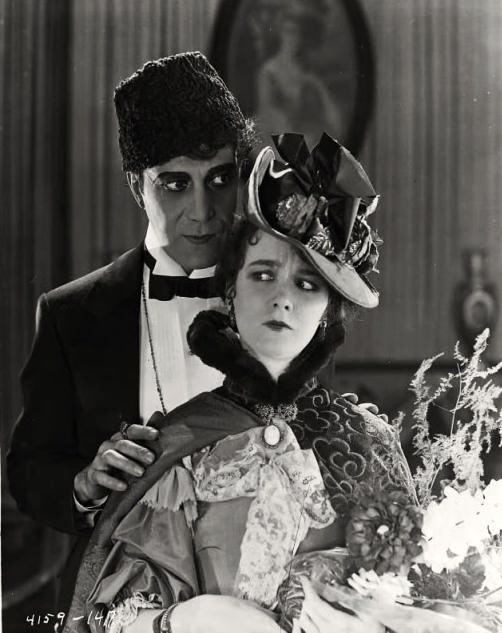
Arthur Edmund Carewe & Mary Philbin en The Phantom of the Opera (1925)

En 1910, ya había adoptado el nombre artístico de "Arthur Carew" y llamó la atención de los periódicos nacionales bajo el nombre de Joseph Hosepian por un presunto falso intento de suicidio de la actriz y bailarina Nance Gwynne. Se trasladó a Chicago en algún momento antes de 1915 y dirigió otro negocio de artículos de decoración hasta que se trasladó a Hollywood en 1919. Su primer papel fue en la comedia de Constance Talmadge Romance and Arabella. Se nacionalizó el 28 de junio de 1918.[cita requerida]
Durante su estancia en la industria cinematográfica, Carewe se convirtió en un respetado actor de carácter y actuó en varias adaptaciones literarias clásicas, como The Phantom of the Opera (1925), The Cat and the Canary y Uncle Tom's Cabin (1927), especializándose en personajes turbios, neuróticos y de ojos desorbitados, que parecía disfrutar interpretando. También siguió actuando esporádicamente en teatros regionales, y en 1921 interpretó el papel de Prinzivalle en Monna Vanna, de Maurice Maeterlinck. En 1926 escribió dos guiones para la First National que nunca llegaron a producirse. En 1928 viajó a Europa, pero una propuesta para realizar un guion de su autoría para Universum Film AG nunca se llevó a cabo.
Durante un tiempo se le consideró para el papel del conde Drácula en la película de 1931, que finalmente recaería en Bela Lugosi, y lo rechazó. Carewe apareció en cincuenta películas a lo largo de su carrera, la mayoría durante la época del cine mudo.

## Vida personal
Carewe se casó con la soprano Irene Pavloska (de soltera Irene Levi) el 17 de febrero de 1915 en Chicago. Se divorciaron en 1921.

## Últimos años y muerte
Poco después del estreno de su última película, Charlie Chan's Secret, en 1936, Carewe sufrió un derrame cerebral. El 22 de abril de 1937, fue hallado muerto en su coche en el aparcamiento de un motel de la playa de Santa Mónica, al parecer de un disparo autoinfligido en la cabeza.

## Filmografía
| Año  | Título                         | Papel                                        | Notas                                 |
| ---- | ------------------------------ | -------------------------------------------- | ------------------------------------- |
| 1919 | Venus in the East              | Middy Knox                                   | película perdida                      |
| 1919 | Romance and Arabella           | Claude Estabrook                             | película perdida                      |
| 1919 | Daughter of Mine               | Joseph Rayberg / Baron Landsandhome          | película perdida                      |
| 1919 | The Rescuing Angel             | Eliot Slade                                  | película perdida                      |
| 1919 | Girls                          | Wilbur Searles                               | película perdida                      |
| 1919 | The World and Its Woman        | Count Alix Voronassof                        | película perdida                      |
| 1919 | Dangerous Waters               | Victor DeLara                                | película perdida                      |
| 1919 | Bonnie Bonnie Lassie           | Archibald Loveday                            | película perdida                      |
| 1920 | Rio Grande                     | Don Jose Alvarado                            | película perdida                      |
| 1920 | Children of Destiny            | Count Di Varesi                              | película perdida                      |
| 1920 | The Breath of the Gods         | Prince Hagane                                | película perdida                      |
| 1920 | The Palace of Darkened Windows | The Rajah                                    | película perdida                      |
| 1920 | Burning Daylight               | Arthur Howison                               |                                       |
| 1921 | The Mad Marriage               | Christiansen                                 | película perdida                      |
| 1921 | The Easy Road                  | Heminway                                     | película perdida                      |
| 1921 | Sham                           | Bolton                                       | película perdida                      |
| 1921 | Bar Nothing                    | Stinson                                      | película perdida                      |
| 1921 | Her Mad Bargain                | Grant Lewis                                  | película perdida                      |
| 1922 | The Prodigal Judge             | Col. Fentress                                | película perdida                      |
| 1922 | My Old Kentucky Home           | 'Con' Arnold                                 | película perdida                      |
| 1922 | His Wife's Husband             | John Brainerd                                | película perdida                      |
| 1922 | The Ghost Breaker              | Duke d'Alba                                  | película perdida                      |
| 1923 | Refuge                         | Prince Ferdinand                             | película perdida                      |
| 1923 | Daddy                          | Paul Savelli                                 | película perdida                      |
| 1923 | Trilby                         | Svengali                                     | película perdida                      |
| 1923 | The Ten Commandments           | Israelite Slave                              | Uncredited                            |
| 1923 | The Song of Love               | Ramlika                                      |                                       |
| 1924 | Sandra                         | Henri La Flamme                              | película perdida                      |
| 1924 | The Price of a Party           | Kenneth Bellwood                             | película incompleta                   |
| 1925 | The Boomerang                  | Poulet                                       |                                       |
| 1925 | The Phantom of the Opera       | Ledoux                                       |                                       |
| 1925 | A Lover's Oath                 | Prince Yussuf                                | película perdida                      |
| 1925 | The Only Thing                 | Gigberto                                     | Título alternativo: Four Flaming Days |
| 1926 | Torrent                        | Salvatti                                     |                                       |
| 1926 | Volcano!                       | Maurice Séquineau                            |                                       |
| 1926 | Diplomacy                      | Count Orloff                                 |                                       |
| 1926 | The Silent Lover               | Captain Herault                              |                                       |
| 1927 | The Claw                       | Major Anthony Kinsella                       |                                       |
| 1927 | The Cat and the Canary         | Harry                                        |                                       |
| 1927 | A Man's Past                   | Lieutenant Destin                            | película perdida                      |
| 1927 | Uncle Tom's Cabin              | George Harris                                |                                       |
| 1930 | The Matrimonial Bed            | Dr. Fried (credits) / Dr. Beaudine (in film) |                                       |
| 1930 | Sweet Kitty Bellairs           | Capt. Spicer                                 |                                       |
| 1931 | Captain Applejack              | Ivan Borolsky, aka Jim                       |                                       |
| 1931 | God's Gift to Women            | Dr. Louis Dumont                             |                                       |
| 1931 | The Gay Diplomat               | Suave Man                                    |                                       |
| 1932 | Doctor X                       | Dr. Rowitz                                   |                                       |
| 1933 | Mystery of the Wax Museum      | Sparrow - Professor Darcy                    |                                       |
| 1935 | Thunder in the Night           | Profesor Omega                               |                                       |
| 1936 | Charlie Chan's Secret          | Profesor Bowen                               | (último papel cinematográfico)        |